# Jessie Vargas
Jessie Vargas (Los Angeles, 10 maggio 1989) è un pugile statunitense.
Soprannominato "La Nueva Generacion", è stato detentore dei titoli mondiali WBA e IBO dei pesi superleggeri e WBO dei pesi welter.

## Biografia
Vargas nasce a Los Angeles, negli Stati Uniti, da genitori entrambi di origine messicana.

## Carriera

### Professionista
Jessie Vargas compie il suo debutto da professionista il 5 settembre 2008, all'età di diciannove anni, quando sconfigge il connazionale Joel Gonzalez per KO al  primo round.
A seguito della decisione di Timothy Bradley di affrontare Manny Pacquiao per la terza volta agli inizi del 2016, il mondiale WBO viene dichiarato vacante. Il 5 marzo dello stesso anno Vargas vince il titolo vacante WBO dei pesi welter sconfiggendo Sadam Ali per KO tecnico alla nona ripresa.
Perde la cintura il 5 novembre seguente alla prima difesa, venendo sconfitto da un rientrante Manny Pacquiao per decisione unanime dei giudici (118-109, 118-109 e 114-113).